# Мартынов, Моисей Никитович
Моисей Никитович Мартынов (1909—1991) — старшина Рабоче-крестьянской Красной Армии, участник Великой Отечественной войны, Герой Советского Союза (1945).

## Биография
Моисей Мартынов родился 15 сентября 1909 года в Киеве. После окончания восьми классов школы работал водителем в Брянской области. В 1941 году Мартынов был призван на службу в Рабоче-крестьянскую Красную Армию. С июня того же года — на фронтах Великой Отечественной войны. К июню 1944 года старшина Моисей Мартынов командовал пулемётным взводом 1314-го стрелкового полка 17-й стрелковой дивизии 48-й армии 1-го Белорусского фронта. Отличился во время освобождения Белорусской ССР.
24 июня 1944 года в боях у деревни Замен-Ринья Паричевского района Полесской области Мартынов три раза поднимал свой взвод в атаку. Под его командованием подразделение отразило 12 немецких контратак. В тех боях Мартынов был ранен, но продолжал сражаться. Когда противник окружил штаб батальона, взвод Мартынова атаковал его и спас тем самым положение.
Указом Президиума Верховного Совета СССР от 24 марта 1945 года за «умелое управление взводом при прорыве обороны противника и удержание занимаемого рубежа» старшина Моисей Мартынов был удостоен высокого звания Героя Советского Союза с вручением ордена Ленина и медали «Золотая Звезда» за номером 6106.
После окончания войны Мартынов был демобилизован. Проживал в городе Темрюке Краснодарского края, активно занимался общественной деятельностью. Скончался 1 апреля 1991 года.
Был также награждён орденом Отечественной войны 1-й степени, двумя орденами Красной Звезды и рядом медалей.